# Two Harbors
Two Harbors é uma cidade localizada no estado americano de Minnesota, no Condado de Lake.

## Demografia
Segundo o censo americano de 2000, a sua população era de 3613 habitantes.
Em 2006, foi estimada uma população de 3454, um decréscimo de 159 (-4.4%).

## Geografia
De acordo com o United States Census Bureau tem uma área de
8,3 km², dos quais 8,3 km² cobertos por terra e 0,0 km² cobertos por água. Two Harbors localiza-se a aproximadamente 381 m acima do nível do mar.

## Localidades na vizinhança
O diagrama seguinte representa as localidades num raio de 44 km ao redor de Two Harbors.